# IN TV
IN TV byla slovenská privátní televize která zahájila testovací vysílání v pondělí 14.12.2015.

## Program
IN TV vysílá zpravodajství, diskusní relace, dokumentární filmy, vzdělávací pořady, kulturu, filmy a seriály a také pořady pro děti. Všechny tyto pořady jsou většinou z vlastní tvorby.

## Jak naladit
Televizi je možno naladit bezplatně na kapacitě satelitní platformy Skylink v MPEG-4/SD. V pozemním vysílání je dostupná pouze na Slovensku.